# 浅見せな
愛乃 零（あいの れい、1994年10月14日 - ）は、日本のAV女優。LIGHT所属。

## 略歴
2016年3月、アリスJAPANの専属女優「笹本結愛（ささもと ゆらら）」としてAVデビュー。所属事務所はアットケイ。
2016年8月よりアタッカーズ専属となり6作品に出演し活動を休止。
2018年2月2日、新たに「浅見せな」でツイッターを開始。所属事務所をマインズに移し改名して活動を再開していたことを報告。
2019年10月28日、公式ツイッターで所属事務所をLIGHTに移し「愛乃零（あいの れい）」に改名したことを報告。

## 人物
小学校低学年の頃に父親の持っていたアダルトDVDを見て性に目覚め、初オナニーは小学4年、初体験は16歳の時に彼氏と車の中で。
AV女優となったきっかけは、高校生の頃に吉沢明歩を見てAVの世界に入ってみたいと思うようになり、カフェで働いているところをスカウトされて。

## 出演作品

### アダルトDVD

#### 「笹本結愛」名義
- カフェで見つけたエロそうな娘。AVに出演させたら期待以上にエロかった! 笹本結愛 専属デビュー!!（3月11日、アリスJAPAN）
- 媚薬で覚醒したドＭ輪姦（4月13日、アリスJAPAN）
- 快楽の虜 夫に内緒でもっとイジメテ…（5月13日、アリスJAPAN）
- 出会って４秒で合体して気持ちよくなりすぎて夢中でSEXしてたらいつの間にかあさが来た!（6月13日、アリスJAPAN）
- 2画面痴漢（7月13日、アリスJAPAN）
- 堕ちる…（8月7日、アタッカーズ）
- 犯されたくない気持ち、犯されたいカラダ（10月7日、アタッカーズ）
- 夫の目の前で犯されて― －暴辱に屈した若妻－（11月13日、アタッカーズ）
- 奴隷ホームヘルパー（12月19日、アタッカーズ）

- 美人OL、堕ちるまで…（1月19日、アタッカーズ）
- 奴隷色のマンション メゾンド薮田（2月13日、アタッカーズ）

#### 「浅見せな」名義
- 絶倫童貞少年連続中出し! もうやめて!と逃げる生意気な幼馴染の女子校生を追いかけてハメまくる!襲い掛かり何度も中出ししちゃいました!（11月2日、アイエナジー）※オムニバス作品、「せな」名義

- 一般男女モニタリングAV×マジックミラー便コラボ企画 路上実験! “知的な女ほどドMでエロい”という噂は本当か!? オフィス街で声をかけた美人・高学歴・高収入のハイスペックOLにいきなりデカチン見せつけ! 激ピストンで連続本気イキ! 合計63回 in銀座&虎ノ門（1月7日、ディープス）
- 最高の愛人と、最高の中出し性交。 25（1月26日、プレステージ）※「せな」名義
- 「弟の事が本当に好きなんです…」 純真お姉ちゃんが、弟の前で全裸の告白! 裸で抱き合うだけの約束が、キッス、素股、結局ぬるっと入って生中出し! 2（3月9日、S級素人）
- 久しぶりに再会した従姉妹のお姉さん!! 飲みながら積もる話をしていたら、まさかのヤリマン化!? 徐々に誘惑してくる大人の色気に僕は大好きな彼女が居るのに童貞を捨てずに守る事が出来るのだろうか!?（3月9日、SCOOP）
- 素人妻ナンパ全員生中出し4時間セレブDX 60（3月15日、ロータス）
- 発情期の人妻（3月18日、KIプランニング）※「近江紗雪」名義
- 背徳の秘湯 悠里(仮名)三十歳（3月19日、ゴーゴーズ）※「悠里」名義
- 友達以上恋人未満な素人大学生限定企画!! 「カップルのボーダーラインはどこだ!?」と称して謝礼を払うので新商品のコンドーム耐久テストを兼ねて素股までお願いしていたらヌルッと入ってしまった!!お金の為だしゴムもしてるから大丈夫と思っていたら、摩擦回数100回を超えると自然と破けるコンドームで盛り上がった二人は生ハメとは知らずに気づいたら生中出しSEX!!（3月23日、S級素人）
- SEX中毒の淫妻  ≪淫乱×発情×ドM×美人妻≫（3月25日、豊彦企画）※「笹崎怜美」名義
- 逸材!!ド素人の人妻は、AV志願の従順発情ペット。（3月25日、ビッグモーカル）
- 発情期の人妻（4月15日、KIプランニング）※「近江紗雪」名義
- ラグジュTV×PRESTIGE PREMIUM 11（4月20日、プレステージ）※「木田夢乃」名義
- SEX中毒の変態妻  浮気精液×ペ○ス欲しさに再び出演（4月25日、豊彦企画）※「笹崎怜美」名義
- 彼女の股間は他人棒まで1cm! ガニ股ヒクヒクおチ○ポ空気椅子 ～NTRゲーム!〜 空気椅子で力を抜いたら、糸引きマ○コがギン勃ちチ○ポに即ズッポリ（4月26日、SODクリエイト）
- エリートから転落したボクがガテン系に転職したら… 以前は見向きもされなかった近所の美人ヤンママからデカチンごとめちゃモテ!（4月27日、SCOOP）
- 群馬草津 温泉宿 寝取りマッサージ（4月27日、MAGIC）
- 飲み会NTR 会社の同僚と飲み会編（4月27日、MAD）
- 『私みたいなおばさんが初めてで本当に後悔しない??』 3 『全然、後悔しないです』※即答 30歳を越えてもまだまだ性欲が衰えない私は旦那とは超セックスレス。でも私はエッチが本当に大好きで大好きでたまらないんです!!誰でもいいからヤリタイ!!私を女子と見てくれる人なら誰でも…。そして私を見て勃起してくれる人なら誰でも…。そんな思いで日々胸をあけてミニスカートを穿いて機会を伺っていたら童貞君には刺激的だったみたいでフル勃起!! わたしみたいなおばさんに興奮して『ヤリたいです』って言うから嬉しかったんだけど、さすがに初めては申し訳ないと思い『初めてが本当に私でいいの?』と言ったら即答で『ヤリたい!』というので興奮を抑えきれない私は悪いと思いつつも襲っちゃいました! しかも、何度も中に出させてあげちゃいました!（5月7日、Hunter）
- デリヘルを呼んだら高校時代いじめからボクを助けてくれなかった担任教師がやって来た! 高校時代に不良たちから連日いじめられまくるボクを見てもスルーしまくりの美人だけど最低な女!そんな女が今、目の前にデリヘル嬢としてやって来た!昔は、虫ケラを見るような目でボクを見下していたのに、今ではボクに体中を舐め回されて好き放題されて涙目。でも気にせず挿れちゃいました!（5月7日、Hunter）
- 羞恥 生徒同士が男女とも全裸献体になって実技指導を行う質の高い授業を実践する看護学校実習2018（5月24日、サディスティックヴィレッジ）
- 夜勤病棟レ○プ3 深夜の病室に一人で見回りに来た新米看護師純白のナース服をヒキチギッテ中出しレ○プ!!（6月7日、サディスティックヴィレッジ）
- 綺麗な顔してSEXは下品、興奮してきたらアナルがヒクヒクするOL せな 28歳（6月21日、AKNR）
- 夫の上司の奥様に寝取られて… ～私は旦那のために、夫人に犯され続けます…～ 浅見せな 風間ゆみ（7月7日、ビビアン）
- 神パンスト 浅見せな 人妻や母、働く制服OL等やらしい熟女の美脚を包んだ生ナマしいパンストを完全着衣でムレた足裏からつま先…発情させられた女の変態調教絶頂プレイを楽しむフェチAV（7月12日、親父の個撮）
- 放課後忘れ物を取りに戻ったら、身体がミシミシ言うほど抱きしめあって濃厚接吻している同級生と女教師を目撃してしまった僕! キスしてるだけなのに腰はクネクネ、まるでセックスしているみたいに股間をこすりつけ合いながらの濃厚キスにソソられ大興奮!（7月26日、SOSORU×GARCON）
- ヒロイン徹底凌辱05 スパンデクサー・コスモエンジェル（7月27日、GIGA）
- 口内・ベロ・接吻（8月9日、AKNR）
- 団地妻INレズバトル（8月9日、サディスティックヴィレッジ）
- 「汗かいたからこのパンティもお願いしちゃおーかな」 宅配クリーニングを頼んだお姉さんがいきなり目の前で脱ぎ始めた。もちろん勃起しちゃう僕です。それ見て興奮したお姉さんがお尻をぷりぷり僕を誘ってきます。配達中にその場でヤッちゃうよね!（8月9日、SWITCH）
- 若すぎる父の後妻（9月1日、プラネットプラス）
- THEガチンコプロレズ 9 レズソープの撮影が波乱を巻き起こすレズバトル!連続するプロレス技にイカせ地獄!潮!潮!潮!（9月6日、サディスティックヴィレッジ）
- 突然押しかけてきた嫁の姉さんに抜かれっぱなしの1泊2日（9月13日、VENUS）
- ぶっかけ!OLスーツ倶楽部7・訪問販売編 ～訪問販売員せなさんの営業スーツと男を惑わすランジェリー～（10月7日、下半身タイガース）
- 一番恥ずかしい穴!じっくりアナルガン見（10月11日、AKNR）
- オクチがマ○コのように感じるフェラチオ中毒の人妻 せりなさん32歳（10月11日、コスモス映像）※「せりな」名義
- はだかの奥様（10月13日、KSB企画/エマニエル）
- 大学に社会人入学したアラサーの妻 一切遊ばずに真面目に勉強すると言ってたのにヤリサーに簡単に騙され中出し乱交パーティ（10月19日、ミセスの素顔/エマニエル）
- 綺麗でいやらしい叔母さんの卑猥な極上ボディに悪戯し嬲る僕（10月25日、SODクリエイト）
- ヴィクトリーウーマン ～VSミュータント科学者 快感のジレンマ～（11月9日、GIGA）
- 同僚のソソる奥さんと声を殺して中出しドクドク寝取り浮気セックス!御免、気持ちよすぎる!!（11月22日、SOSORU×GARCON）
- 中途採用で入社してきたソソる若い女子社員に「我が社恒例の新人歓迎会の行事だよ」と社内王様ゲーム ノリで断り切れない新人女子社員にインチキ王様ゲームで羞恥プレイ! 2（12月6日、SOSORU×GARCON）
- エリートOLはドМ色情狂。露出ポルノでガクブル絶頂!!（12月7日、山と空）
- ～平成のエロ事師～ 縛屋（12月13日、ドグマ）
- 親の再婚で突然できたお姉ちゃんと妹と夢の同居生活（12月20日、SWITCH）

- 偶然元カノと遭遇!! 現カノが近くにいるにも関わらず俺を痴女ってきた!（1月10日、AKNR）
- 縛師の日常プライベート調教を覗いたら、女がメス奴隷になっていた（1月11日、REAL）
- パンスト妄想脚（1月13日、ミル）
- のど射ごっくん涙目鬼イラマチオ!（1月19日、エムズビデオグループ）
- 媚薬入りオイルマッサージでソソるイイ女が俺の物!!アルバイトで始めた自宅マッサージで媚薬入りオイルを使い縦スジマ○コをグショグショにさせて女の方から俺のチ○ポを欲しがるように感じさせまくる!今日も新鮮マ○コをいただきます!!（1月24日、SOSORU×GARCON）
- 最狂イラマチオ女医 喉奥診察医療（1月25日、えむっ娘ラボ）
- 勝手に相席居酒屋ナンパ 連れ出し素人妻 ガチ中出し盗撮無断発売 11（1月26日、ビッグモーカル）
- ヒロイン凌辱Vol.114 飛影戦隊カゲレンジャー（2月8日、GIGA）
- 黒レザーパンツで白いザーメン搾り尽くす至極の腿こき（2月14日、アロマ企画）
- 舐めマンごっくんWフェラ痴女GOLD 喉奥ディープスロート無差別 ザーメンチ○ポ狩り!!（2月19日、エムズビデオグループ）
- 久しぶりに働き出したデカ尻義母はパンツスーツを着用!ピタパン尻から浮き出るパンティーラインに息子は我慢できず即挿入!（3月22日、V&R PRODUCE）
- 幼なじみが親友の彼女になっていた!目の前の成長したデカ尻に思わずチンピク!部屋でみつけた特大バイブをブチ込めばイキ潮連発するんで即ハメ!（4月12日、Z-MEN）
- MASOTRONIX Σ 01 緊縛中出し崩壊アクメ（4月26日、MAD）
- 最初で最高のアナル解禁 初イキ!恥イキ!肛門アクメ!（5月19日、エムズビデオグループ）
- 卑猥語女（5月19日、MARRION）
- タイトスカート穿いた心優しいデカ尻姉の絶対領域に欲情した弟!媚薬を飲ませると自らニーハイソックスを擦りつけながら淫らにパンツを滴らせカニバサミで中出しを求めた!（6月7日、V&R PRODUCE）
- 濡れてテカってピッタリ密着 神競泳水着 浅見せな ロリ可愛い女子の競泳水着姿をじっとりと堪能!フェチ接写やローションソーププレイや競泳水着ぶっかけに生中出し等を完全着衣で楽しむAV（7月11日、親父の個撮）
- 極逝全穴拷問捜査官 VOL.2 精神が崩壊する悪魔の液体にすべての穴が暴れ狂う残酷（7月25日、Baby Entertainment）
- SEISHIDO デパートで働くセクシーな赤い口紅の美容部員の生フェラごっくんサービス（7月25日、SODクリエイト）
- 痴女る女と犯ラレル男とそれを傍観する俺ら（8月30日、ワープエンタテインメント）
- TVの前のユーザー皆様に究極のオナニーを約束します! 淫語女子アナ18 今一番揉みたい!美巨乳アナSP　チ○ポ、マ○コをカメラ目線で連呼する超真面目なニュース番組（9月12日、ROCKET）
- 清楚ビッチ! 美容部員せな25歳〜お漏らし清楚ビッチを痴漢＆青姦で着たまま犯る完全着衣姦〜（10月7日、下半身タイガース）
- スキャンダル 世界的女優破滅の醜聞（10月7日、シネマジック）
- レズハッテン場サロン ～くびれウエスト美乳女子×ベロフェチ淫乱変態レズ～ 桐谷なお 浅見せな (10月13日、U&K)
- 家庭内の至る場所で義父にアナルを仕込まれる美人嫁（10月17日、グローリークエスト）
- 目覚めたら布団の中に無防備過ぎる格好の巨乳姉が!寂しいからとビン立ち乳首で密着抱きつきしてくるのでギン勃ちチ○ポが姉のコカンに当たって互いにムラムラして止まらず生ハメ!中出し!（11月7日、アイエナジー）
- 何度イッテもチ●ポを離さない汁漬け汗だくぶっ壊れオンナ（12月27日、ワープエンタテインメント）

- 肛虐NTR（1月19日、山と空）

#### 「愛乃零」名義
- 夫に隠れて騎乗位中出し!家に連れ込んだ男の勃起チ○ポに何度も馬ノリ即ハメしてくる人妻（1月9日、ナチュラルハイ）
- 常にべろチュウメンズエステ 3（1月9日、アイエナジー）
- せっかく女になったのに…不完全な女体化で下半身はふたなり!? 5 俺はTSFコスプレイヤー編 有村のぞみ 愛乃零 持田栞里（1月23日、ROCKET）
- 旦那の居ぬ間に乱れすぎ!町内会の寄りあいという名のお茶会の中に引っ越してきたばかりで男はボク1人だけの王様ゲーム! 旦那とご無沙汰な欲求不満奥様たちを独り占めのハメまくり! 中出しまくり! 黒川すみれ 千葉ゆうか 愛乃零 望月あやか 東風かえで（2月6日、アイエナジー）
- えっちな巨乳お姉さんの淫語かたりかけぐちゅぐちゅ乳首イジリっ放しオナニー 3（3月26日、アイエナジー）※オムニバス作品
- OL性感ツボ突き噴射マッサージ治療院（4月15日、ピーターズ）※オムニバス作品
- 監禁! 拷問! 調教! 絶叫! 絶頂! 強制絶頂絶叫拷問調教 哀しき麻薬捜査官 拘辱アナル淫狂地獄 愛乃零（4月25日、AVS collector’s）
- 身体を這うチ○ポを小動物のように愛でる女性たち（5月25日、アロマ企画）※オムニバス作品
- 媚薬BDSM 輪姦・ぶっかけ・肛虐アクメの虜 愛乃零（5月25日、AVS collector’s）
- 彼女と間違えてお姉さんと即ハメ生ピストン! 気づいたのは膣中出しの最中だった!!（6月12日、Z-MEN）※オムニバス作品
- 人妻絶頂エネマサロン アナル開発腸内洗浄レズ（6月15日、ピーターズ）
- 密かに男の子が好きな女性が悪ガキにパンチラ見られ弄られまくって自制心が崩壊! エロエロに変貌してウブなち○ぽを貪るむっつりショタコン女。（6月19日、アロマ企画）※オムニバス作品
- センズリ小僧のM男くん向け2回連続オナニー射精命令（6月19日、アロマ企画）※オムニバス作品
- ボクの布団に朝帰りしたヤンキー義妹がもぐりこんできて… 2（7月10日、Z-MEN）※オムニバス作品
- ガーターベルトのふともも×腿コキ 4（9月7日、アロマ企画）※オムニバス作品
- 「来年、3人でまた海に行こうね…」息子の手術費用を稼ぐために、愛する妻が1年間資産家の肉便器になる契約を結びました。 愛乃零（11月1日、ミセスの素顔/エマニエル）
- 四つん這いのお尻の穴の収縮とシワの本数までバッチリ分かるアナルひくひくオナニー 2（12月7日、アロマ企画）※オムニバス作品

- 神メガネOL 愛乃零（1月21日、親父の個撮）
- ガニ股ウンチングスタイルが当たり前になった女子校 愛乃零 志恩まこ 馬場のん（6月24日、ROCKET）
- パンスト美脚厨 愛乃零（7月7日、MEGAMI）
- 完全CFNM 全裸で拘束されて乳頭ふやけるまでお姉さんに乳首舐められ続ける（7月7日、アロマ企画）※オムニバス作品
- 阿鼻叫喚 女スパイ拷問熱湯責め（7月7日、シネマジック）※オムニバス作品
- 媚薬入り睡眠薬で昏●状態の美少女達に夜●い中出し!! 全員美少女8人 4時間SP 4（7月8日、親父の個撮）※オムニバス作品
- M男がハメられて抜け出せないアナル快楽専門風俗 愛乃零（7月19日、M男パラダイス）
- 膨らみピーピング・執拗なるマン土手鑑賞（7月19日、アロマ企画）※オムニバス作品
- キャットスーツで嗚咽ハードイラマ完全拘束交尾 2（7月25日、REAL）※オムニバス作品
- 痛いと気持ちいいで脳汁ダラダラ!! 噛みつき快感手コキ 2（9月7日、M男パラダイス）※オムニバス作品
- おパンツ見せるだけの簡単なお仕事（9月14日、アロマ企画）※オムニバス作品
- AV監督はオイシイお仕事♪撮影前の面接全裸チェックの実態 チェックの名の下クンニできるわ! フェラさせれるわ! 生ハメ中出しまでやりたい放題!! 人気女優10人のAV面接風景 VOL.2（10月7日、親父の個撮）※オムニバス作品
- 10分で2度抜き手こきサロン 4（10月19日、アロマ企画）※オムニバス作品
- 全裸聖水飲ませ 2（11月9日、犬）※オムニバス作品

- 射精するならゼッタイに絶対領域のフトモモ! その2（3月15日、アロマ企画）※オムニバス作品
- パパ活で溢れる性欲を満たす、熟れた色香漂う人妻【美人若妻の超絶フェラテクに暴発寸前!】れいさん (27) 愛乃零（3月26日、SHARK）
- 新設マッサージで感じちゃった僕。その2（4月5日、アロマ企画）※オムニバス作品
- 完全CFMN 全裸ですけべ椅子に拘束され乳首・亀頭・蟻の門渡りの3点責めされ続ける（4月12日、アロマ企画）※オムニバス作品
- THEドキュメント 本能丸出しでする絶頂SEX SEXレス美人妻受精交尾ザーメン狂い 愛乃零（4月19日、美人魔女/エマニエル）
- オマエ、いい歳してまだ童貞なのかよー!!wwウチらがヌキまくってヤリチンに育ててやんよw 同窓会で10年ぶりに再会した元ギャル同級生が童貞アラサーの僕のマンションにやってきて朝まで12発ヌカれまくった（12月22日、SODクリエイト）
- 女子会中のホテルにウーバーM男をお届け！～一晩を使い果たし3人のドスケベ痴女達が、絞りまくる！～「おチ●チ●バカになるまでザーメンだしちゃいなよ～♪」（12月22日、SODクリエイト）

- ドスケベお姉さん、タオル一枚男湯に入って男性客をヌキまくってみませんか?スーパーHARD（1月28日、SODクリエイト）

### 女性向けアダルトビデオ
「愛乃零」名義
- Deep Desire V -break-（2020年11月12日、SILK LABO）※オムニバス作品

### VR
「浅見せな」 名義
- 劇的高画質 姉弟合体ダメ絶対! でも? 酔ってテンション高い姉は超ウザいけど超エロい!「もっとギュッてしてよ!」と乳揉まされ 悪ノリでチ●ポを取り出され良心が咎める… けど興奮抑えきれず暴走 騎乗バコバコ! 禁断の合体は激しく絶頂 中出しをお願い 浅見せな（6月16日、ブイワンVR）
- 劇的高画質 「旦那のいる横で他の人のチ●ポ挿れるなんて興奮しちゃう…」奥さんと酔って寝る上司の隣でNTR 「こんな事してるの見られたらヤバいって…」それでも止まらず挿入 激しい腰振りでどんどん大きくなる喘ぎ声を指を噛んで必死に押し殺す 浅見せな（7月21日、ブイワンVR）

- シンプルにヌケるが一番! 美痴女のオナサポで即シコVR。誘惑痴女編（5月23日、MILU VR）※オムニバス作品
- 女体化VR（9月4日、KMPVR）※オムニバス作品
- 超密着!! 同窓会終わりで終電無くしてボクの家に押し掛けてきた大学時代の友人たち!! 盛り上がって欲求不満で我慢の出来なくなった1人がこっそり布団の中でスローSEX!! その様子を見ていたもう1人も参加してきてそのまま2人同時にSEX!! 浅見せな 大谷翔子（9月25日、KMPVR）
- 浴衣、花火、カーセックス。浅見せな（9月26日、KMPVR-bibi-）
- 「こんな物わかりの悪い生徒は初めてなんだけど…」 クソッ… 偉そうに! 媚薬仕込み家庭教師が超淫乱に変貌! 浅見せな（9月28日、TEPPAN）
- 競泳水着VR（10月16日、KMPVR）※オムニバス作品
- 腋VR（10月17日、KMPVR）※オムニバス作品
- お尻楽園（10月18日、KMPVR）※オムニバス作品

### イメージDVD
「笹本結愛」名義
- 綺麗なハダカ（2016年10月13日、Natural&Beauty）
- 断然綺麗なハダカ（2017年5月13日、Natural&Beauty）

「浅見せな」名義
- PRIMAL-好きのはじまり (2019年5月28日、キャメロンG)

## 書籍・出版物

### デジタル写真集
- 浅見せな、貸します。［キカタン女優ハメ撮り写真集 vol.66］（2020年8月31日、若生出版）
- 愛に溺れる -粋恋-【グラビア写真集】 愛乃零（2021年6月4日、プレステージ出版、撮影：C:TAKERU）
- 愛に溺れる -粋恋-【ヌード写真集】 愛乃零（2021年6月4日、プレステージ出版、撮影：C:TAKERU）

## 出演

### テレビ
- 生放送でイラマチオ!（2018年12月13日、パラダイステレビ）- イラマチオ娘[6]

### ウェブドラマ
- デリヘルドライバー・史織の誘惑日誌（2022年11月2日、シネポップ、シネマファスト）[7][8]